# Alta Val Tidone
Alta Val Tidone est une commune italienne de 3 148 habitants, située dans la province de Plaisance, en Émilie-Romagne (Italie). La commune est née le 1er janvier 2018 de la fusion de Caminata, Nibbiano, Pecorara.

## Histoire
Le processus de fusion des municipalités de Caminata, Nibbiano et Pegorara commence le 26 mai 2017 par un référendum, dont le décompte des voix se solde par 887 voix pour la fusion et 450 contre. Le 18 juillet 2017, la fusion des municipalités de la nouvelle commune d'Alta Val Tidone est approuvée par le Conseil régional de l'Émilie-Romagne avec la Loi régionale n° 13.

## Administration
| Période                                  | Période | Identité | Étiquette | Qualité |
| ---------------------------------------- | ------- | -------- | --------- | ------- |
|                                          |         |          |           |         |
| Les données manquantes sont à compléter. |         |          |           |         |

### Hameaux
Caminata, Nibbiano, Pecorara

### Communes limitrophes
Bobbio, Borgonovo Val Tidone, Canevino (PC), Golferenzo, Pianello Val Tidone, Piozzano, Romagnese (PV), Ruino (PV), Santa Maria della Versa (PV), Travo, Volpara (PV), Zavattarello (PV), Ziano Piacentino.

## Autres projets